# Pseudoporrhomma maritimum
Pseudoporrhomma maritimum là một loài nhện trong họ Linyphiidae.
Loài này thuộc chi Pseudoporrhomma. Pseudoporrhomma maritimum được Kirill Yuryevich Eskov miêu tả năm 1993.